# Psilocybe weraroa
Psilocybe weraroa (antes Weraroa novae-zelandiae) es un hongo secotioide de la familia Hymenogastraceae. Es endémico de Nueva Zelanda. Esta especie está estrechamente relacionada con Psilocybe cyanescens y se encuentra en el clado filogenético Cyanescens. Como miembro azulado del género Psilocybe, contiene los compuestos psicoactivos psilocina y psilocibina.

## Taxonomía y denominación
La especie fue descrita por primera vez en la literatura en 1924 por el micólogo neozelandés Gordon Heriot Cunningham, con el nombre de Secotium novae-zelandiae. Rolf Singer la transfirió a Weraroa en 1958. Los análisis filogenéticos realizados por Moncalvo (2002) y Bridge et al. (2008) han demostrado la estrecha relación entre Weraroa novae-zelandiae y el grupo de Psilocybe de tinción azul alucinógena, especialmente Psilocybe subaeruginosa. El análisis filogenético publicado por Borovička y sus colegas (2011) mostró que esta especie está muy cerca de Psilocybe cyanescens. Teniendo en cuenta esto y la relación aparentemente distante con otras especies de Weraroa, Borovička et al. (2011) sugirieron cambiar el nombre de la especie por el de Psilocybe weraroa.

### Etimología
El epíteto específico weraroa está tomado del antiguo nombre genérico, que hace referencia a la localidad tipo. El binomio Psilocybe novae-zelandiae no pudo utilizarse, ya que había sido utilizado en 1978 por Gastón Guzmán y Egon Horak para otra especie de Psilocybe (ahora Deconica novae-zelandiae).

## Descripción

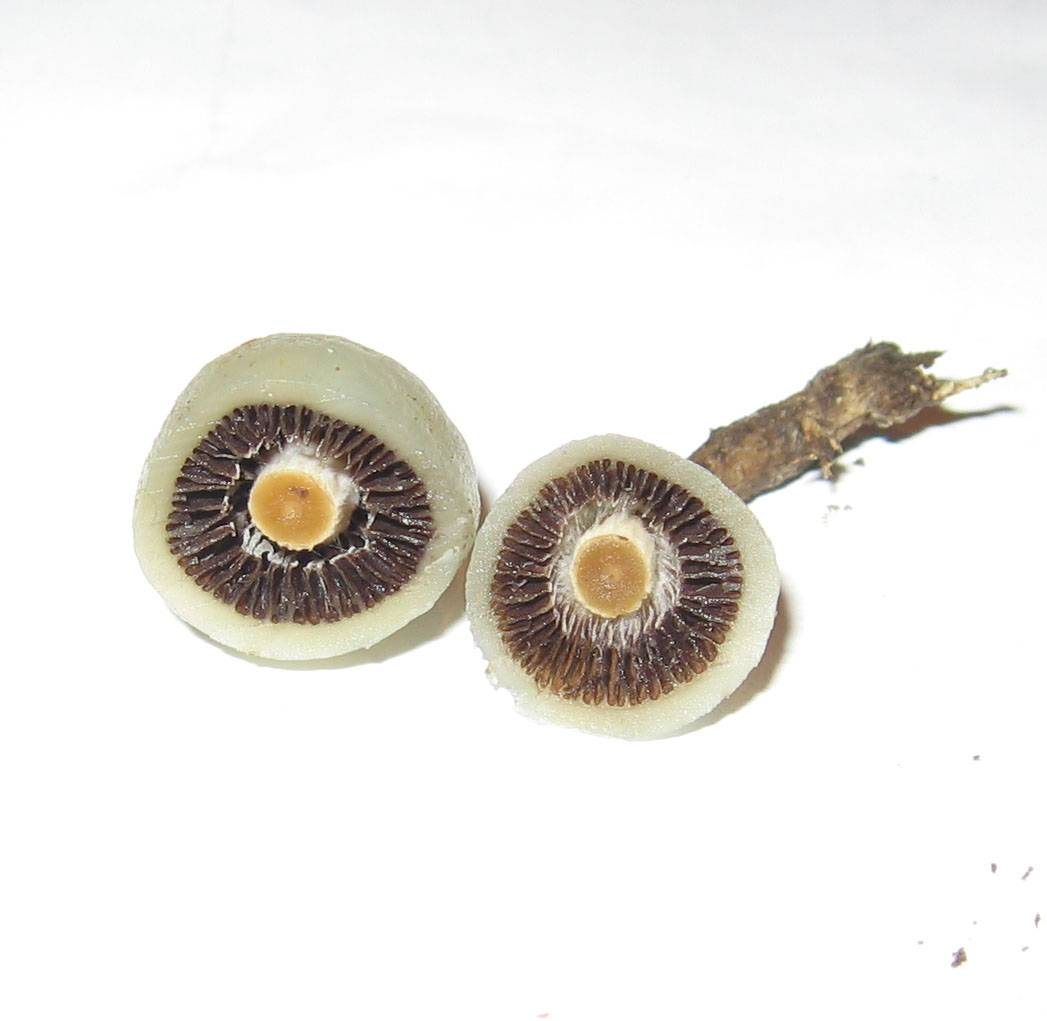
Una sección transversal del gastrocarpo.

Cuerpos frutales.

Sombrero: (1)3-5 cm de alto, 1,5- 3 cm de ancho, irregularmente redondeado a ovalado, elíptico o incluso deprimido-globoso, margen plegado, marrón claro cuando es joven que se convierte en gris azulado pálido, mostrando a menudo manchas azules o verde-azuladas con la edad, al principio finamente fibrilloso que se convierte en liso, glabro, ligeramente viscoso, que se magulla lentamente cuando se hiere. Se seca de color marrón oscuro. 
Gleba: Estructuras parecidas a la gleba, de color chocolate o marrón sepia, escasas, con cámaras y contorsionadas. Estípite: Hasta 40 mm de altura, 6 mm de grosor, iguales, cartilaginosos, de color blanquecino a gris azulado, marrón amarillento en la base, huecos, se magullan de color azul cuando se lesionan.
Esporas: 11-15(17) x 5-8 µm de tamaño, lisas, de color sepia, de forma elíptica-ovada o elíptica, redondeadas en un extremo con una epispora fina.
Color de las esporas: marrón púrpura; olor y sabor farináceo.

## Hábitat y distribución
De solitaria a amontonada en madera en descomposición enterrada en la hojarasca del bosque, a menudo en las ramas podridas de Melicytus ramiflorus. También se ha encontrado fructificando en coles podridas y asociada a frondas de helechos arbóreos en descomposición, nativos de los bosques de Nueva Zelanda.
Es bastante abundante en los primeros meses de invierno y primavera en los bosques mixtos de tierras bajas cerca de Wellington y Auckland. El hongo puede ser difícil de ver, a menudo enterrado bajo las hojas o comido por las babosas, y a veces es difícil encontrar ejemplares maduros que no estén parcialmente comidos. La especie es endémica de Nueva Zelanda.

## Especies similares

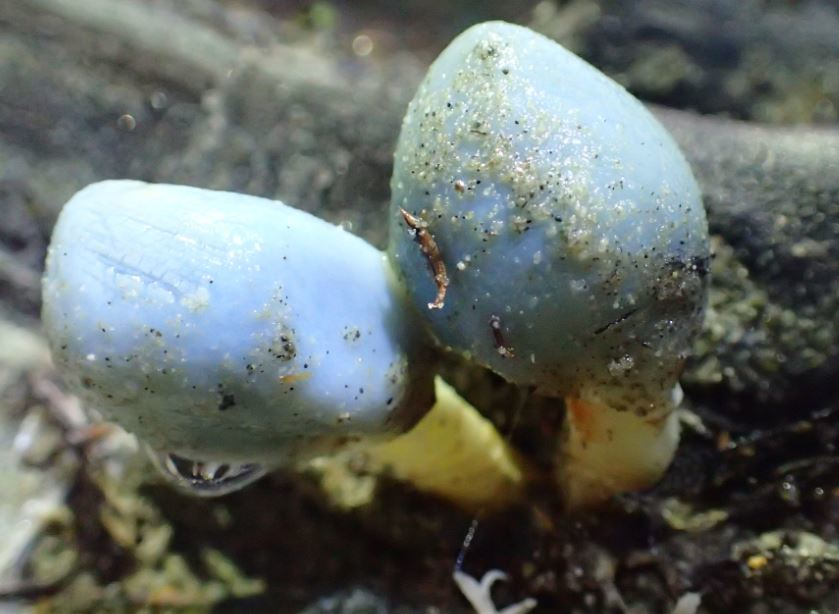
Clavogaster virescens, una especie muy parecida que los buscadores suelen confundir con P. weraroa.

Clavogaster virescens es similar en apariencia y hábitat, pero la gleba forma una masa de cámaras de color marrón rojizo encerrada en una estructura similar a un saco dentro del perideum. El tallo es robusto, liso y ligeramente resbaladizo en lugar de fibroso, de color blanquecino a amarillo, ampliado en la parte superior, donde a menudo hace una transición suave hacia la bolsa, y se estrecha hacia una base más amarilla. El hongo no presenta una reacción azulada; es naturalmente azul a azul verdoso, y no tiene propiedades psicoactivas.